# Abade de Neiva
Abade de Neiva és una freguesia portuguesa del municipi de Barcelos, amb 7,5 km² d'àrea i 2.024 habitants (en el cens del 2011). Densitat de població: 269,9 hab/km². Dista 4 km de la seu del municipi.
Va ser fundada la freguesia el 1152 per la reina Mafalda de Savoia, dona d'Alfons I, que començà a edificar un sumptuós monestir, que restà inacabat. L'abat nomenat per la casa de Bragança era governador perpetu de Fragoso, nomenava jutges i rebia litigis, sense que el rei en rebés la terça.

## Història
El 1747, Santa Maria de Abbade, com s'escrivia llavors, era una freguesia del terme de la vila de Barcelos, comarca del mateix nom, que pertanyia a l'arquebisbat de Braga i a la província d'Entre Douro e Minho.
Enmig de la freguesia hi havia l'església de Santa Maria de Abade de Neiva, i contenia moltes fonts, però només tres per la seua abundància són dignes de record: una que dona aigua al convent de Religiosos de Santo António, i a un monestir de monges de Sâo Bento, i a tot el poble de la vila de Barcelos, d'on eixia permanentment aigua de set fonts d'extrema grandesa; naixia aquesta font al llogaret de Quintã. Una altra font naixia al llogaret de Fojos, que formava un rierol, amb l'aigua del qual treballaven molts molins. Una altra al llogaret de Vila Meão, que regava tres freguesies. Hi havia un celler o dos d'oli, i desembocaven les aigües al riu de Barcelos, que quedava a un quart de llegua de distància.
En aquesta freguesia hi havia sis ermites o capelles, totes subjectes a l'església de Santa Maria de Abade, i de gran convocatòria els dies dels seus patrons: una de santo Amaro, altra de santa Margarida, una de santo Ovídio, una de sâo Gonçalo, una de sâo Llorenç en l'antiga Casa do Faial, comenda que fa anys s'ajuntà amb la de Cabo-Monte: fou aforada a Lourenço de Castro Alcoforado, i llavors la posseïa António de Azevedo e Ataíde, senyor de l'Honra de Barbosa. Hi havia una altra capella de Sâo Vicente al Couto de Fragoso.
Tenia aquesta freguesia 116 llars. Els fruits que recollien els habitants en més abundància eren dacsa gruixuda i menuda, sègol, vi i oli. Pagava pensió a senhorios.
En aquesta freguesia es trobava Casa do Faial, comenda antiga de l'Orde de Crist.

## Població
| População da freguesia de Abade de Neiva (1864 – 2011) | População da freguesia de Abade de Neiva (1864 – 2011) | População da freguesia de Abade de Neiva (1864 – 2011) | População da freguesia de Abade de Neiva (1864 – 2011) | População da freguesia de Abade de Neiva (1864 – 2011) | População da freguesia de Abade de Neiva (1864 – 2011) | População da freguesia de Abade de Neiva (1864 – 2011) | População da freguesia de Abade de Neiva (1864 – 2011) | População da freguesia de Abade de Neiva (1864 – 2011) | População da freguesia de Abade de Neiva (1864 – 2011) | População da freguesia de Abade de Neiva (1864 – 2011) | População da freguesia de Abade de Neiva (1864 – 2011) | População da freguesia de Abade de Neiva (1864 – 2011) | População da freguesia de Abade de Neiva (1864 – 2011) | População da freguesia de Abade de Neiva (1864 – 2011) |
| ------------------------------------------------------ | ------------------------------------------------------ | ------------------------------------------------------ | ------------------------------------------------------ | ------------------------------------------------------ | ------------------------------------------------------ | ------------------------------------------------------ | ------------------------------------------------------ | ------------------------------------------------------ | ------------------------------------------------------ | ------------------------------------------------------ | ------------------------------------------------------ | ------------------------------------------------------ | ------------------------------------------------------ | ------------------------------------------------------ |
| 1864                                                   | 1878                                                   | 1890                                                   | 1900                                                   | 1911                                                   | 1920                                                   | 1930                                                   | 1940                                                   | 1950                                                   | 1960                                                   | 1970                                                   | 1981                                                   | 1991                                                   | 2001                                                   | 2011                                                   |
| 659                                                    | 722                                                    | 679                                                    | 684                                                    | 737                                                    | 739                                                    | 836                                                    | 1 003                                                  | 1 030                                                  | 1 118                                                  | 1 334                                                  | 1 544                                                  | 1 694                                                  | 1 869                                                  | 2 024                                                  |

## Política

### Eleccions municipals
| Data | %       | M       | %     | M  | %       | M       | %      | M      | %     | M   |
| Data | PPD/PSD | PPD/PSD | PS    | PS | CD-PP   | CD-PP   | PSD-CD | PSD-CD | IND   | IND |
| ---- | ------- | ------- | ----- | -- | ------- | ------- | ------ | ------ | ----- | --- |
| 1976 | 75,62   | 6       | 16,61 | 1  |         |         |        |        |       |     |
| 1979 | 72,75   | 7       | 11,74 | 1  | 11,45   | 1       |        |        |       |     |
| 1982 | 68,55   | 7       | 24,21 | 2  |         |         |        |        |       |     |
| 1985 | 75,61   | 8       | 13,90 | 1  |         |         |        |        |       |     |
| 1989 | 73,41   | 7       | 18,29 | 2  |         |         |        |        |       |     |
| 1993 | 85,40   | 9       |       |    |         |         |        |        |       |     |
| 1997 | 68,28   | 7       | 27,87 | 2  |         |         |        |        |       |     |
| 2001 | 64,96   | 6       | 30,93 | 3  |         |         |        |        |       |     |
| 2005 | 46,72   | 4       | 48,54 | 5  |         |         |        |        |       |     |
| 2009 | 34,61   | 3       | 61,08 | 6  |         |         |        |        |       |     |
| 2013 | CD-PP   | CD-PP   | 60,28 | 6  | PPD/PSD | PPD/PSD | 34,23  | 3      |       |     |
| 2017 | CD-PP   | CD-PP   | 35,20 | 3  | PPD/PSD | PPD/PSD | 22,09  | 2      | 39,32 | 4   |
| 2021 | CD-PP   | CD-PP   | 29,07 | 3  | PPD/PSD | PPD/PSD | 66,47  | 6      |       |     |

## Patrimoni
- Església de Santa Maria de Abade de Neiva: està classificada com a Monument nacional.[2]
- Capella Sto. Amaro
- Capella Sta. Margarida
- Capella Sâo Lourenço (privada)